# Melissa Nungaray
 (juillet 2025).
Melisa Berenice Nungaray Blanco (née le 29 septembre 1998 à Guadalajara, Jalisco) est une poétesse, écrivaine, éditrice et promotrice culturelle mexicaine. Elle a été reconnue pour son entrée précoce dans la littérature et pour sa carrière prolifique dans la poésie contemporaine au Mexique et à l'étranger.

## Biographie
Melisa Nungaray a obtenu une licence en Langue et Littérature Hispanique à l'Université autonome de l'État de Mexico, où elle a obtenu son diplôme avec mention pour sa thèse intitulée Le voyage mythique et mystique dans le poème étendu Migraciones (1976-2020) de Gloria Gervitz. Actuellement, elle poursuit un master en Études Humaines et Littéraires à la même université.
Elle a publié son premier recueil de poèmes à l'âge de sept ans, intitulé Raíz del cielo (2005). Depuis lors, elle a développé une carrière littéraire prolifique, participant à des événements, conférences et festivals de poésie à l'échelle nationale et internationale. Ses textes ont été traduits en grec, italien et ouzbek.
Entre 2002 et 2011, elle a collaboré au programme Dimensión Colorida sur Radio Universidad de Guadalajara, réalisant des reportages, des interviews et racontant des histoires. Elle a également participé à d'autres programmes radio tels que Teleférico, De pico picorendo et Jalisco en la hora nacional. En 2014, elle a collaboré au supplément Perfil Cultura du journal Mural, réalisant des interviews lors de la Fiera Internazionale del Libro di Guadalajara.
Depuis son premier livre, Nungaray a donné des conférences et des rencontres pour la promotion de la lecture dans diverses institutions éducatives. Elle a participé à des rencontres littéraires comme le Premier Rencontre National des Poètes à Mariano Escobedo, Veracruz (2016), le VII Rencontre de Poésie Transvolcanique (2016), la 3ème et 4ème Foire Ibero-américaine des Lettres à Toluca (2016, 2017) et le Festival International de Poésie du Mexique (2018), entre autres.
En 2014, elle a remporté la deuxième place au IV Prix National de Poésie Jeune "Jorge Lara". En 2017, elle a été boursière du Festival Interfaz ISSSTE-Cultura Los Signos en Rotation à San Luis Potosí.
Nungaray est directrice de la revue littéraire En la Masmédula (www.enlamasmedula.com), un espace destiné à la promotion de la littérature contemporaine. Elle collabore également avec diverses publications numériques telles que Diario16, Diario Siglo XXI, Revista Todo Literatura et El Siglo.

## Publications sélectionnées
- Raíz del cielo (autrice). Mexique : Secretaría de Cultura de Jalisco/Literalia, 2005
- Alba-vigia (autrice). Mexique : La Zonámbula, 2008 *Sentencia del fuego (autrice). Mexique : La Cartonera, 2011
- Travesía : Entité du corps (autrice). Mexique : La Zonámbula, 2014
- El cielo cae a voces (autrice). Mexique : Secretaría de Cultura y Turismo del Gobierno del Estado de México/Universidad Autónoma del Estado de México, 2023 [9]

## Récompenses
- Prix National de Poésie Jeune Jorge Lara 2014, décerné par la Secretaría de la Cultura y las Artes (Sedeculta)
- Mention d'honneur au Prix Caminos de la Libertad 2022, 13e édition du Concours pour jeunes. Délivré par le Centre Ricardo B. Salinas Pliego (Centre RBS).

## Participation à des événements et conférences
Au cours de sa carrière, Melissa Nungaray a participé à de nombreuses rencontres littéraires et foires du livre à l'échelle nationale et internationale. En 2006, elle a présenté son premier livre, Raíz del cielo, à la Capilla Elías Nandino de l'Ex Convento del Carmen et à la Feria Internacional del Libro de Guadalajara. Dans les années suivantes, elle a été reconnue lors de la présentation de Alba-vigía (2008) et Travesía : Entité du corps (2014) dans des lieux tels que la Librairie José Luis Martínez du Fondo de Cultura Económica. Elle a été invitée à la Foire Internationale du Livre du Palais de Minería, à la Foire Internationale du Livre de Guadalajara et à la Foire Internationale de la Lecture du Yucatán, où elle a donné des conférences et des lectures de ses œuvres. Elle a également participé à des événements littéraires tels que la Rencontre des Écrivains pour Ciudad Juárez à Ecatepec et le Rassemblement de Poésie Transvolcanique. Ses activités de promotion culturelle comprennent également des collaborations dans le supplément Perfil Cultura du journal Mural et des initiatives pour encourager la lecture dans les institutions éducatives.

## Influence et reconnaissance
Melissa Nungaray a été mentionnée dans diverses publications comme l'une des plus importantes jeunes écrivaines du Mexique. Son travail a été inclus dans l’Enciclopedia de la Literatura Mexicana et dans le Dictionnaire des Écrivains Mexicains du XXIe siècle. De plus, elle figure dans la Fonoteca Espagnole de la Poésie Contemporaine, consolidant ainsi son influence dans la poésie contemporaine.

### Webographie
- Notices d'autorité :   - VIAF
  - ISNI
  - LCCN
  - GND
  - WorldCat
- Ressource relative à la littérature :   - Enciclopedia de la literatura en México
- (es) « Catálogo Biobibliográfico de Escritores de México. Nungaray, Melissa », sur UNAM, 2024.